# Teologie della civiltà classica
La teologia nella religione greca antica è una dottrina cosmologica di indagine razionale sulla natura del Divino, portata avanti, con la teologia naturale dei filosofi, in contrapposizione a Omero e alla mitografia, elementi fondante della religione greca, in quanto "teologie rivelate" proprie ai teologi come Esiodo.

## Origine e significato dei termini "teologia" e "filosofia" in ambito greco-antico
Il termine "teologia" (θεολογία, theología) compare per la prima volta nel IV secolo a.C. nell'opera di Platone la Repubblica (II, 379 A):
"Più o meno queste - risposi - come Dio si trova ad essere, così andrebbe sempre raffigurato, sia che lo si faccia in versi epici, o lirici, o nel testo di una tragedia."»
(Platone, Repubblica (II, 379 A))
Nell'opera di Platone il termine theología occorre ad indicare, da parte dei poeti, quel corretto approccio a Dio che deve evitare l'errore di Omero e di Esiodo i quali lo hanno caratterizzato in senso antropomorfo ovvero portatore di debolezze tipicamente "umane". Theología in senso platonico è quindi quell'approccio al divino per mezzo del lógos e non per mezzo dei miti raccontati dai cantori antichi come Omero o Esiodo.
Analogamente anche Aristotele utilizza il termine theología e suoi derivati per indicare quella "prima filosofia" (πρώτη φιλοσοφία) obiettivo dell'indagine sull'"essere". Ma al contempo Aristotele utilizza lo stesso termine per indicare i non filosofi come Esiodo e Ferecide a cui si contrappongono i primi filosofi indicati come "fisici".

La datazione del primo utilizzo del termine greco antico philosophia (φιλοσοφία) e dei suoi derivati philosophos (filosofo) e philosophein (filosofare) è controversa. La maggioranza degli studiosi ritiene che tali termini non possano essere fatti risalire in alcun modo ai presocratici del VII e VI secolo a.C. Secondo Pierre Hadot: 
(Pierre Hadot, Che cos'è la filosofia antica?, Torino, Einaudi, 1998, p. 18)

## Le teologie dei filosofi nella cultura religiosa occidentale
Le teologie dei filosofi per la religione greca sono di un'importanza fondamentale. Esse comportano un cambiamento radicale del pensare religioso che produrrà una nozione di un dio, comprensibile mediante l'adozione di uno specifico stile di vita. A tale conclusione era già giunto lo storico francese Jules Michelet che attribuisce alla figura del saggio il vero potere divino nel mondo greco in «la Grecia supera la rappresentazione mitica che aveva delle sue divinità, nel momento in cui i filosofi concepiscono in modo razionale Dio secondo il modello del saggio.».
I "filosofi" antichi non corrispondono all'idea comune e moderna del "filosofo" in quanto la loro figura ineriva a uno stile di vita profondamente diverso dal comune vivere quotidiano. La profonda differenza nello stile di vita filosofico rispetto a quello della gente comune era particolarmente sentito da quest'ultima. Così il giurista romano Ulpiano indica alle autorità di non occuparsi dei litigi tra i filosofi e i loro debitori perché i primi disprezzano il denaro.
Così Socrate è átopos (ἄτοπος"– non qualificabile") perché è filosofo e quindi amante della sapienza, che è di ispirazione divina e quindi non di pertinenza umana: è proprio l'amore per questa sapienza estranea al mondo che rende estraneo al mondo lo stesso filosofo.
La comparsa del pensare filosofico è tradizionalmente segnalata con le opere dei cosiddetti "presocratici", a seguire con Socrate e i "sofisti" si avviano delle vere e proprie scuole "filosofiche". All'inizio del periodo ellenistico emergono, sulle fondamenta dell'esperienza sofistica e socratica, numerose scuole filosofiche. Ma già nel III secolo a.C. sopravvivono ad Atene solo le scuole che risultarono ben organizzate ovvero quelle fondate da Platone, Aristotele e Teofrasto, Epicuro, Zenone e Crisippo oltre che due tradizioni strettamente spirituali, lo scetticismo e il cinismo. Tutto questo si osserva per seicento anni, fino al III secolo d.C. quando, grazie a un fenomeno che emerge a partire dal I secolo d.C., determinato da "slittamenti semantici" e "reinterpretazioni delle nozioni filosofiche", il platonismo assorbe l'aristotelismo e lo stoicismo, condannando alla marginalità le altre tradizioni. Tale sintesi, neoplatonica, ha un'importanza fondamentale per l'intera civiltà occidentale perché grazie alle traduzioni arabe e alla tradizione bizantina, tale movimento di pensiero impregnerà il Medioevo e il Rinascimento, conquistando il ruolo di denominatore comune delle teologie e delle mistiche ebraiche, cristiane e musulmane.

## Testi scritti e insegnamenti orali
Il pensiero dei teologi greci è conosciuto grazie ai loro testi scritti che sono giunti fino a noi. Il numero di questi testi è molto ridotto rispetto alla loro produzione originaria, tanto che Pierre Hadot cita il caso del filosofo stoico Crisippo, autore di ben 700 opere, delle quali non se ne conserva nemmeno una.
Un altro importante elemento da prendere in considerazione è il fatto che come la "filosofia" antica non corrisponde allo stesso ambito di quella moderna, con qualche eccezione come ad esempio per Friedrich Nietzsche e l'esistenzialismo, fonda il proprio scopo nella formazione spirituale dell'uditore, allo stesso modo il testo scritto non è una produzione coerente, bensì una forma di "appunto" riservato a degli specifici allievi. Ciò è evidente nel caso dei dialoghi di Platone, ma è ugualmente vero per le lezioni di Aristotele: sono precisamente lezioni e non saggi.
Platone avrebbe seguito l'opinione del suo maestro Socrate circa l'inaffidabilità dei testi scritti, da cui deriva la sua decisione di affidarsi al metodo orale della maieutica.
«Ogni logos è un "sistema", ma l'insieme dei logoi scritti da un autore non forma un sistema. Ciò è evidente nel caso dei dialoghi di Platone, ma è ugualmente vero per le lezioni di Aristotele: sono precisamente lezioni». Allo stesso modo, e ad esempio, «i diversi λόγοι di Plotino si adattano ai bisogni dei suoi discepoli, e cercano di produrre in loro un certo effetto psicagogico.».
Quindi il testo filosofico antico non ha la pretesa di contenere una coerente ed esauriente rappresentazione della "verità". In tal senso, esemplificativa è la Lettera VII di Platone:
(Platone, Lettera VII, 341 C 5 - D 2)
Platone avrebbe qui seguito l'opinione del suo maestro Socrate circa l'inaffidabilità dei testi scritti, e la sua decisione di affidarsi al metodo orale della maieutica.

## I presupposti del pensare "filosofico": ἀρχή e θεῖον
Nell'ambito storico filosofico e della storia delle idee, l'origine del pensare filosofico è stato ed è oggetto di approfondimento e di dibattito.
Werner Jaeger osserva come la tentazione di assegnare a quei filosofi presocratici, indicati anche come "naturalisti", in qualità di presunti esploratori «della realtà sensibilmente sperimentabile», un rifiuto della spiegazione "metafisica" o "teologica" della medesima realtà, sia profondamente sbagliata qualora si verificassero, dal punto di vista filologico, i termini e le nozioni da loro utilizzate:
(Werner Jaeger, La teologia dei primi pensatori greci, Firenze, La Nuova Italia, 1982, p. 32)
Dal che Talete quando indica che l'acqua è origine di tutto seppur rinuncia a qualsivoglia espressione mitica o allegorica è vicino ai «teologemi mitici», anzi in concorrenza con questi. 
(Werner Jaeger, La teologia dei primi pensatori greci, Firenze, La Nuova Italia, 1982, p. 32)
Così Aristotele introduce il pensiero dei filosofi da lui definiti "fisici" (φυσιολόγος):
(Anassimandro A 15 (Aristotele, Fisica Γ 4, 203, b,3). Traduzione di Renato Laurenti in Presocratici, vol. I a cura di Gabriele Giannantoni, Milano, Mondadori, 2009, pp. 100-101)
Se si considera Anassimandro il primo autore di un testo filosofico in prosa, si nota che i filosofi più antichi quando trattano del "principio supremo" cambiano stile adottando quello dell'inno.
Tale "principio", ἀρχή (archḗ), è quindi "divino" θεῖον (theîon), dove però «Il divino non è soltanto un attributo del principio, aggiunto ai suoi altri attributi, ma l'aggettivo sostantivato "il divino" che è tolto come concetto autonomo dal pensiero religioso e identificato col principio razionale dell'illimitato. [...] Partendo dalla natura si svolge l'idea di un principio supremo come, per esempio, in Aristotele l'ens perfectissimus o negli stoici il fuoco formatore del mondo, e di questo principio si dice poi: "E questo deve essere il divino".».
Così se nel pensiero teologico di Esiodo si consta la presenza di molti dèi immortali manca l'indagine sulla loro essenza, sulla loro natura immortale e sulla loro capacità di governare tutto; manca, inoltre, la loro origine che resta di tipo "genealogico", con Anassimandro invece si avvia l'indagine sul principio divino e immortale, τὸ ἄπειρον, che non ha inizio: da questo divino immortale ed eterno hanno genesi numerosi 'mondi divini, gli dèi, che tuttavia nascono e periscono. Nell'opera di Anassimandro (VI secolo a.C.) appare dunque anche quella cosmologia che resterà tale in Occidente fino alla rivoluzione copernicana: la Terra è al centro dell'universo ed è circondata dalle sfere delle costellazioni racchiuse, infine, dall'ultima sfera, quella divina.
Ma per quale ragione i "mondi" e le loro "cose" vengono ad essere?
(Anassimandro 11 [A1](Simplicio, Commento alla fisica di Aristotele 24, 18). Traduzione di Giorgio Colli in La sapienza greca, vol. I, a cura di Giorgio Colli, Milano, Adelphi, 2006, p. 155)
In questo passo, l'unico generalmente riconosciuto come autentico di probabile influenza orfica, l'individuazione delle "cose", la loro nascita e differenziazione dall'unità divina viene vista come una colpa, quindi la "volontà di potenza" che consegue all'esistenza individuale viene "punita" all'interno della dimensione temporale dalle altre "cose" determinate dalla stessa "volontà": «tutta la nostra vita non è determinata dalla divinità, ma è un distaccarsi primordiale.».
Ma vi è una profonda differenza tra le "religioni dei misteri" e la "teologia dei filosofi":
(Giorgio Colli, Filosofi sovrumani, Milano, Adelphi, p. 29)
Resta la domanda su quali siano le origini di queste indagini ovvero del pensiero filosofico e teologico, se esso nasca o meno improvvisamente in quel preciso periodo storico. A tal proposito Francis Macdonald Cornford sottolinea come sia fondamentale rinunciare all'idea della nascita improvvisa del pensiero filosofico, in quanto questo pensiero è frutto di un lungo processo di razionalizzazione che ha origini ben prima di Talete
. Su questo tema lo studioso britannico evidenzia come le cosmogonie greche abbiano dei paralleli evidenti con quelle vicino orientali (in tal senso, e ad esempio, risulta evidente e indiscusso il collegamento tra la Teogonia esiodea e il precedente Enûma Eliš babilonese) e loro fondamento nei rituali religiosi, ritenendo di collocare l'origine della filosofia ionica lungo il percorso di "unità originaria/separazione" propria di quei più antichi mitologemi.
Walter Burkert, si inserisce nel percorso argomentativo avviato da Cornford, giungendo tuttavia a differenti conclusioni quando ritiene non nel rito ma nel logos, ovvero nella necessità di offrire significati all'esperienza, il fondamento sia del pensiero cosmogonico "mitico" sia di quello "filosofico" differenziandosi l'uno dall'altro in base al gradiente di immaginazione/razionalità.
Diversamente, Karl Jaspers nell'opera Vom Ursprung und Ziel der Geschichte (it. Origine e senso della Storia) pubblicata nel 1949, ritiene di individuare un vero e proprio punto di rottura epocale tra il IX e il II secolo a.C. quando in India, Cina, Palestina, Persia e Grecia si dissolvono le civiltà precedenti frutto di uno sviluppo storico monofiletico a favore di uno sviluppo policentrico caratterizzato da cerchie culturali separate. Tale rottura epocale viene indicato da Jaspers con l'espressione "Periodo assiale" (Achsenzeit).
(Karl Jaspers)
Con questo asse si offre qualcosa di comune all'intera umanità con cui è possibile rappresentare l'unità della Storia umana.
(Karl Jaspers)

## Il Θεός di Senofane e la sua critica alle credenze tradizionali
Vissuto nel VI secolo a.C., l'aedo Senofane è il primo autore a condurre una serrata critica al racconto mitico e religioso così come tramandato nelle opere di Omero e di Esiodo, provocando quella rottura teologica che non verrà più sanata: «La rottura con la tradizione è compiuta. La critica di Senofane alla religione omerica non poteva essere superata e non fu mai confutata». Tale critica riguardava l'antropomorfizzazione degli dèi, resi simili agli uomini sia nell'aspetto fisico che in quello morale. I suoi "silli" (modello poetico da lui inventato), redatti in distici di esametri misti a giambi o in esametri puri, sottolineano l'idea dell'indecenza dell'attribuire agli dei caratteristiche umane, come «rubare, fare adulterio e ingannarsi reciprocamente.».
Per Senofane, "dio" (Θεός) è 

23. «Uno, dio, tra gli dèi e tra gli uomini il più grande, né per aspetto simile ai mortali, né per intelligenza.».

24. «Tutto intiero vede, tutto intiero pensa, tutto intiero ode.».

25. «Ma senza fatica con la forza del pensiero tutto scuote».

26. «Sempre nell'identico luogo permane senza muoversi per nulla, né gli si addice recarsi or qui or là.».
Ossia un "dio" che resta inconoscibile ai mortali, onnipresente e onnisciente, ma impossibile da sperimentare direttamente. 
Seppure dopo la critica di Senofane alle tradizioni mitologiche queste vivranno ancora nei culti delle polis resta che il filosofo greco diffonderà il proprio pensiero teologico in «circoli sempre più vasti»; erede della rivoluzione religiosa provocata dalle teologie ioniche a cui aggiunge il sentimento di solennità del divino, questo universalismo «è condiviso dalla teologia di tutti i pensatori greci e ne diventa la premessa tacita o pronunciata.».

## L'irrompere del Λόγος: Eraclito
(Diogene Laerzio, Vite e dottrine dei più celebri filosofi IX, 6. Edizione curata da Giovanni Reale. Milano, Bompiani, 2006, p. 1037)

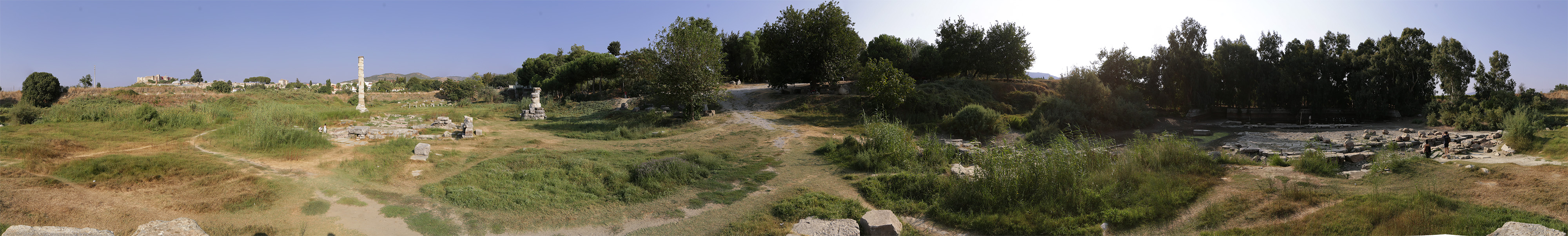
Quel che resta oggi del grande tempio dedicato alla dea Artemide in Efeso, distrutto dai Goti nel 268 d.C., a cui Eraclito offrì la sua opera.
L'oscurità del testo di Eraclito era un fatto su cui si concordava già nell'antichità. Ancora oggi il suo testo è fonte di esegesi e di dibattito. Ad esempio, sul celebre frammento di cui al D-K 22 B 123: φύσις κρύπτεσθαι φιλεῖ, generalmente tradotto come «La natura ama nascondersi», Pierre Hadot, nel suo saggio Le Voile d'Isis. Essai sur l'histoire de l'idée de nature osserva acutamente come ai tempi di Eraclito la nozione di φύσις non riguardava la "natura" intesa come "insieme dei fenomeni" quanto piuttosto la consistenza di un singolo oggetto o la sua "origine". Altrettanto il termine φιλεῖ non intende un "sentimento" quanto piuttosto una "tendenza". Sul termine κρύπτεσθαι, Hadot osserva che certamente al fr. 93 indica "nascondere" («L'oracolo di Delfi, non dice, non nasconde, ma indica»), ma, nella forma "media", significa "seppellire" come il termine kalyptein collegato al nome Calipso (Καλυψώ) dea della morte nell'Odissea; quindi qui il "nascondere" sarebbe piuttosto il "velare" come si fa con i cadaveri. Migliore traduzione, per Hadot, risulterebbe quindi «Ciò che fa apparire tende a far scomparire» oppure «La forma tende a scomparire», con un risultato più adeguato alla filosofia religiosa eraclitea e una resa dei termini coeva per il suo tempo.

«Non esiste una biografia antica su Eraclito che non sia romanzata». Il filosofo di Efeso visse nel VI secolo a.C., quindi la sua città era parte integrante dell'Impero persiano, fatto che ha anche lasciato supporre influenze iraniche sul suo pensiero. L'opera di Eraclito è nota fin dall'antichità per il suo stile deliberatamente enigmatico. 
(Eraclito fr.1, in Eraclito: frammenti e testimonianze, a cura di Carlo Diano e Giuseppe Serra, Milano, Mondadori/Fondazione Lorenzo Valla, 1989, p. 7)
Il termine λόγος (lógos, "Discorso") si affaccia per la prima volta nel pensiero filosofico con Eraclito:
(Michel Fattal, Ricerche sul logos: da Omero a Plotino, Milano, Vita e Pensiero, 2005, p. 58)
Questa molteplicità di significati sono riconducibili alla "medesima cosa":
(Giorgio Colli, La sapienza greca, vol. 3 Eraclito, p. 172)
Ma questa sapienza divina, questo "Discorso", questo dio, come si esprime per Eraclito?
(Giorgio Colli, La sapienza greca, vol. 3 Eraclito, p. 178)
(Eraclito, fr. B 67 DK. Traduzione di Giorgio Colli (14 [A 91]) in La sapienza greca, vol. 3 Eraclito, p. 89 e sgg.)

## Τὸ Ὄν: Parmenide
Parmenide di Elea (oggi Velia), filosofo del VI/V secolo a.C., fu avviato alla filosofia dal pitagorico Aminia. Di Parmenide si conserva un poema in esametri che è convenzionalmente indicato con il nome di Sulla natura (Περί Φύσεως, Sulle origini), dove il filosofo ha sollevato un tema che è centrale nella ricerca filosofica: l'Essere (τὸ Ὄν), tema a fondamento della cosiddetta "ontologia" (scienza dell'essere). Tale poema conservava già per gli antichi elementi di problematicità per via del suo carattere enigmatico.

Nel proemio del poema, Parmenide narra di un viaggio in cui fu trasportato per mezzo di un carro trainato da cavalle e guidato da fanciulle (le figlie del Sole) per una via che "dice molte cose" (ὁδὸν πολύφημον), una via della divinità che porta in molti luoghi "colui che sa", che porta ai sentieri della Notte e del Giorno, fino giungere alla presenza di una dea, Δίκη (Giustizia) che, convinta dalle figlie del Sole, gli dischiude la porta per la "strada maestra", in una narrazione che si presenta «come un discorso vero, cioè come la rivelazione divina di una verità».
(Parmenide, Poema sulla natura, fr.1, 22-32, traduzione di Giovanni Reale, Bompiani, Milano 2001, pp. 42-43)
(Werner Jaeger, La teologia dei primi pensatori greci, Firenze, La Nuova Italia, 1982, pp. 154-155)
E l'esortazione religiosa della dea Giustizia riguarda la Verità (ἀλήθεια):
αἵπερ ὁδοὶ μοῦναι διζήσιός εἰσι νοῆσαι·

ἡ μὲν ὅπως ἔστιν τε καὶ ὡς οὐκ ἔστι μὴ εἶναι,

Πειθοῦς ἐστι κέλευθος (Ἀληθείῃ γὰρ ὀπηδεῖ),

ἡ δ' ὡς οὐκ ἔστιν τε καὶ ὡς χρεών ἐστι μὴ εἶναι,

τὴν δή τοι φράζω παναπευθέα ἔμμεν ἀταρπόν·

οὔτε γὰρ ἂν γνοίης τό γε μὴ ἐὸν (οὐ γὰρ ἀνυστόν)

quali vie di ricerca sono le sole pensabili:

l'una 〈che dice〉 che è e che non è possibile che non sia,

il sentiero della Persuasione (giacché questa tien dietro alla
Verità);

l'altra 〈che dice〉 che non è e che non è possibile che non sia
,
questa io ti dichiaro che è un sentiero del tutto inindagabile:

perché il non essere né lo puoi pensare (non è infatti possibile),

né lo puoi esprimere»
(Parmenide, Poema sulla natura, fr.2, 1-8, D-K, in Presocratici, vol. I, a cura di Gabriele Giannantoni, traduzione di Pilo Albertelli, Milano, Mondadori, 2009, p. 271)
Tale Verità si pone, quindi, in alternativa al non-vero, come precedentemente nel poema il sentiero del Giorno si oppone a quello della Notte. Il pensiero della Verità, la via della Verità, è quindi pensare ciò che "è" (ὅπως ἔστιν) in opposizione a coloro che invece perseguono l'altra via, quella che pensa ciò che "non è" (ὡς οὐκ ἔστιν).
La Verità comunicata a Parmenide inerisce inoltre a un "pensare" che non segue le fallaci informazioni raccolte con i dati sensibili.
(Parmenide, Poema sulla natura, fr.7, 28 B 7 D-K, in Presocratici, vol. I, a cura di Giovanni Reale, traduzione di Giovanni Reale Milano, Bompiani, 2006, p. 271)
(Parmenide, Poema sulla natura, fr.3, traduzione di Giovanni Reale, Bompiani, Milano, 2001, pp. 45-46)
È il logos e non i sensi, quindi, ciò che consente di attingere alla Verità, un logos che procede per "prove discusse", per confutazioni. Allora la Dea passa a descrivere cosa sia la Verità, la cui consapevolezza viene indicata da molte segnavia, segni indicatori (σῆμα), che additano cosa sia ciò che è, l'Essere (τὸ Ὄν), che non può sorgere, generarsi, dal non essere, dal nulla.
(Giulio Federico Pagallo, Parmenide in Enciclopedia filosofica, vol.9, Milano, Bompiani, 2006, p. 8327)
Le segnavia dell'Essere sono le sue caratteristiche costitutive, esso è:
- ἀγένητον, non generato, non nato, non originato;
- ἀνόλεθρον, imperituro, eterno;
- οὐλομελές, tutto intero;
- ἀτρεμὲς, immobile, privo di movimento;
- ἀτέλεστον, senza fine;
- ἓν: uno;
- συνεχές: continuo, indivisibile.

Ne consegue che se l'Essere eterno, immobile, indivisibile, ovunque uguale e legato dal limite, nel senso del compiuto in ogni parte, e per questo esso è rappresentato da una sfera, le differenze, le nascita-morte vissute dai mortali non sono che apparenze a cui questi hanno dato nomi (ὄνομα). La scelta dei mortali nasce dalla loro decisione, vista la necessità di dare conto delle apparenze sensibili, di differenziare e opporre nell'Essere due forme: il fuoco/luce e la notte; il positivo e il negativo. Ma l'Essere è ugualmente pieno di luce e di notte.
A questo punto, ma il testo è frammentato, la Dea spiega la genesi e la costituzione del cosmo, formato da cerchi concentrici di fuoco puro e di notte (terra) nel mezzo dei quali si pone la mescolanza dei due elementi. Al centro, solido e circondato dal fuoco, si pone una divinità che genera, primo tra tutti gli dèi, Eros dando luogo al congiungimento tra maschio e femmina e quindi al concepimento.

## Il Νοῦς divino: Anassagora
Con Anassagora, originario di Clazomene in Asia Minore, si avvia nel V secolo a.C. la filosofia ateniese, infatti il filosofo si trasferì intorno alla prima metà del secolo nella capitale dell'Attica, dove trascorse buona parte della sua vita, conservando l'amicizia di Pericle, fino a quando, nel 437 con l'adozione di un decreto predisposto dal mantís Diopite, fu condotto a giudizio e condannato all'esilio. Anassagora si trasferì quindi a Lampsaco, in Ellesponto, dove si spense nel 426 a.C.
Per Anassagora il mondo non nasce né muore, ma si compone e si divide, laddove gli elementi che si compongono e si dividono (spermata) sono infiniti e non modificabili, ma a loro volta infinitamente divisibili: "Tutto è in tutto" Ma come viene ad essere il mondo formato dalle "cose"? Qui Anassagora fa intervenire la nozione di νοῦς, l'Intelligenza, che seppur separata dagli elementi, ne imprime il movimento rotatorio (περιχώρησις) di ampiezza inizialmente limitata ma crescente di modo che da un'originaria mescolanza vengono ad essere le cose che sono.
Con Anassagora il termine νοῦς, già presente in Omero, Talete, Pitagora, Eraclito e Parmenide emerge in tutto il suo significato metafisico. Questo fatto era noto a Cicerone, che nel De natura deorum (I, 11, 26) così si esprime:
(Cicerone, La natura divina I, 11, 26. Traduzione di Cesare Marco Calcante, Milano, Rizzoli, 2007, p. 64)
Il quale probabilmente lo riprendeva da Platone che nel Fedone (97 B) riporta:
(Platone, Fedone 97 b; traduzione di Giovanni Reale, in Platone Tutti gli scritti, Milano, Bompiani, 2008, p. 105)
Tale "Intelligenza" viene indicata da Giovanni Reale come "divina" anche se nei frammenti superstiti del filosofo tale qualifica "divina" non viene mai assegnata al νοῦς, ma Werner Jaeger nota in merito:
(Werner Jaeger, La teologia dei primi pensatori greci, Firenze, La Nuova Italia, 1982, p. 249)
In Anassagora tale "Intelligenza divina", il νοῦς, in qualità di potenza attiva e ordinatrice organizza il caos (ἄπειρον, apeírōn) creando così il mondo
(Diogene Laerzio, Vite e dottrine dei più celebri filosofi, II, 6. Edizione a cura di Giovanni Reale. Milano, Bompiani, 2006, p. 151)
Così l'Intelligenza, il νοῦς, separa le cose che prima erano mescolate. L'Intelligenza è "eterna", "autonoma" e separata dalle cose.
Aristotele ricorda che se per Anassagora il νοῦς ha messo in moto l'universo dando origine alle cose, risultando anche di essere la causa del bello e dell'ordine, non distingue chiaramente (a differenza di Democrito che invece li intende eguali) il νοῦς (l'Intelligenza) dalla ψυχή (l'anima) degli esseri animati.
(Anassagora, D-K 59 B 12, traduzione di Salvatore Obinu, in I Presocratici a cura di Giovanni Reale, Bompiani, Milano, 2006-2012, pp. 1076-1077)
Per quanto attiene alla "natura" del Νoûs, l'Intelligenza divina, concepito da Anassagora, Eduard Zeller considerandolo come essere incorporeo lo traduce con il termine tedesco Geist (Spirito) anche se poi aggiunge «ed anche se di fatto il concetto di incorporeo non appaia molto chiaro nella sua esposizione non si può far carico alla sola inadeguatezza del suo linguaggio, anche se forse egli ha realmente concepito lo spirito come una più fine materia che muovendosi nello spazio penetra in tutte le cose, tutto ciò non fa velo alla sua intenzione», di fatto consegnandogli una "fine" materialità. Di tutt'altro avviso Giovanni Reale per il quale il Νoûs va certamente considerato "materia": « il fatto che il "Nous" non sia composto non implica eo ipso la sua "immaterialità": è semplicemente una materia che, per la sua privilegiata natura, può mescolarsi alle altre cose senza che queste si mescolino con essa.», questo alla luce del fatto che, secondo Reale, l'orizzonte dei presocratici «ignora le due categorie di materia e spirito».

## Φιλότης e Νεῖκος: genesi del mondo e origine degli uomini in Empedocle
(Empedocle, D-K 31 B 28, traduzione di Ilaria Ramelli e Agnelo Tonelli, in I Presocratici a cura di Giovanni Reale, Milano, Bompiani, 2006-2012, pp. 670-671)
(Denis O' Brien, Empedocle in Il sapere greco. Dizionario critico, vol.2. Torino, Einaudi, 2007, p. 80)

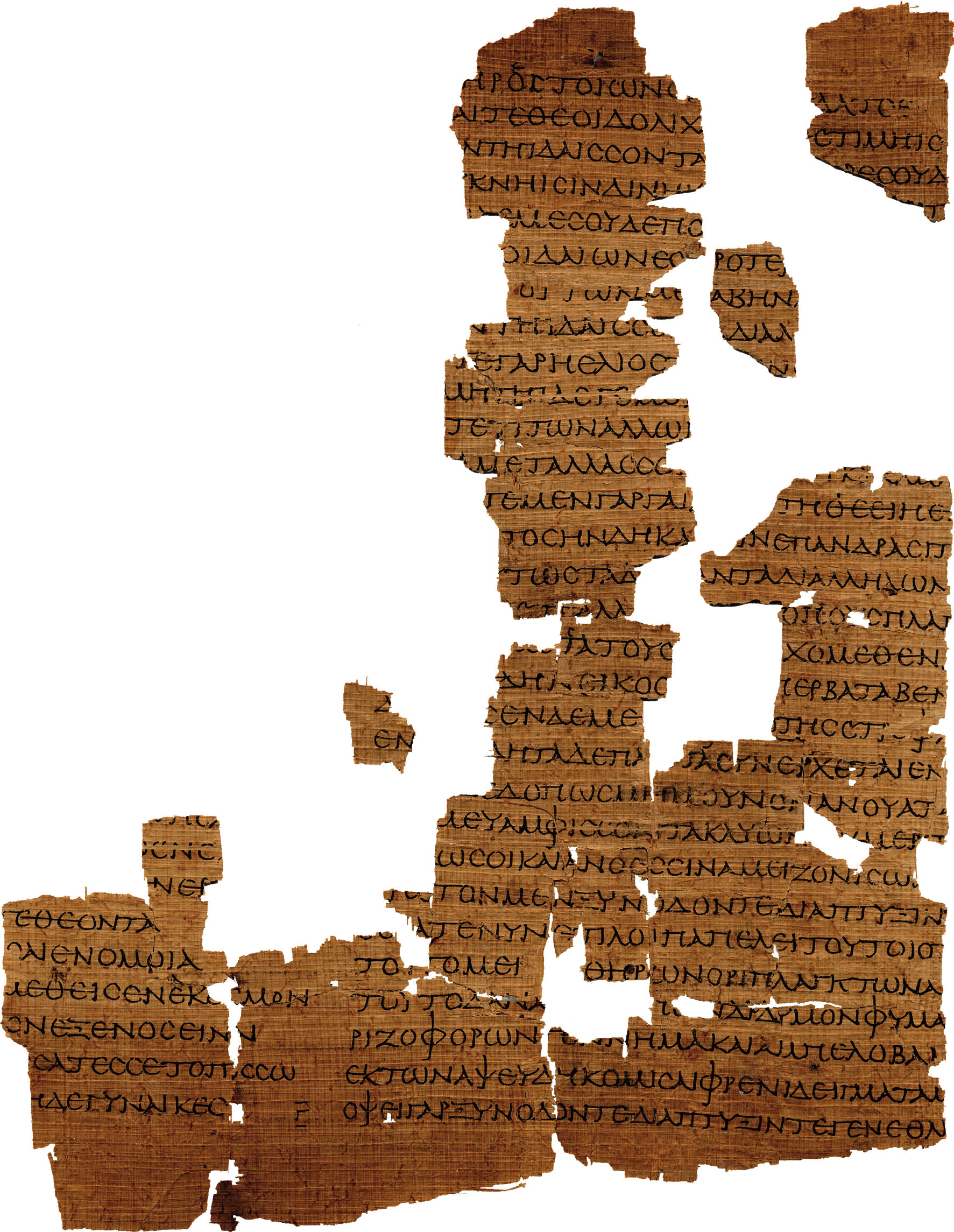
Frammento del I secolo d.C., del poema Περί Φύσεως (Sulle origini o Sulla natura) opera di Empedocle. Dei circa duemila versi che componevano l'opera se ne conservavano, fino a qualche decennio fa, solo trecentocinquanta. Nel 1990 il filologo belga Alain Martin avviò lo studio di un papiro conservato presso la Biblioteca nazionale e universitaria di Strasburgo proveniente dall'antica città egiziana di Panopoli databile intorno al I secolo d.C., la traduzione di questo papiro che conteneva per l'appunto l'opera di Empedocle, realizzata dallo stesso Martin insieme al filologo tedesco Oliver Primavesi, ci ha consegnato complessivi settantaquattro esametri dei quali venticinque coincidono con quelli già posseduti.

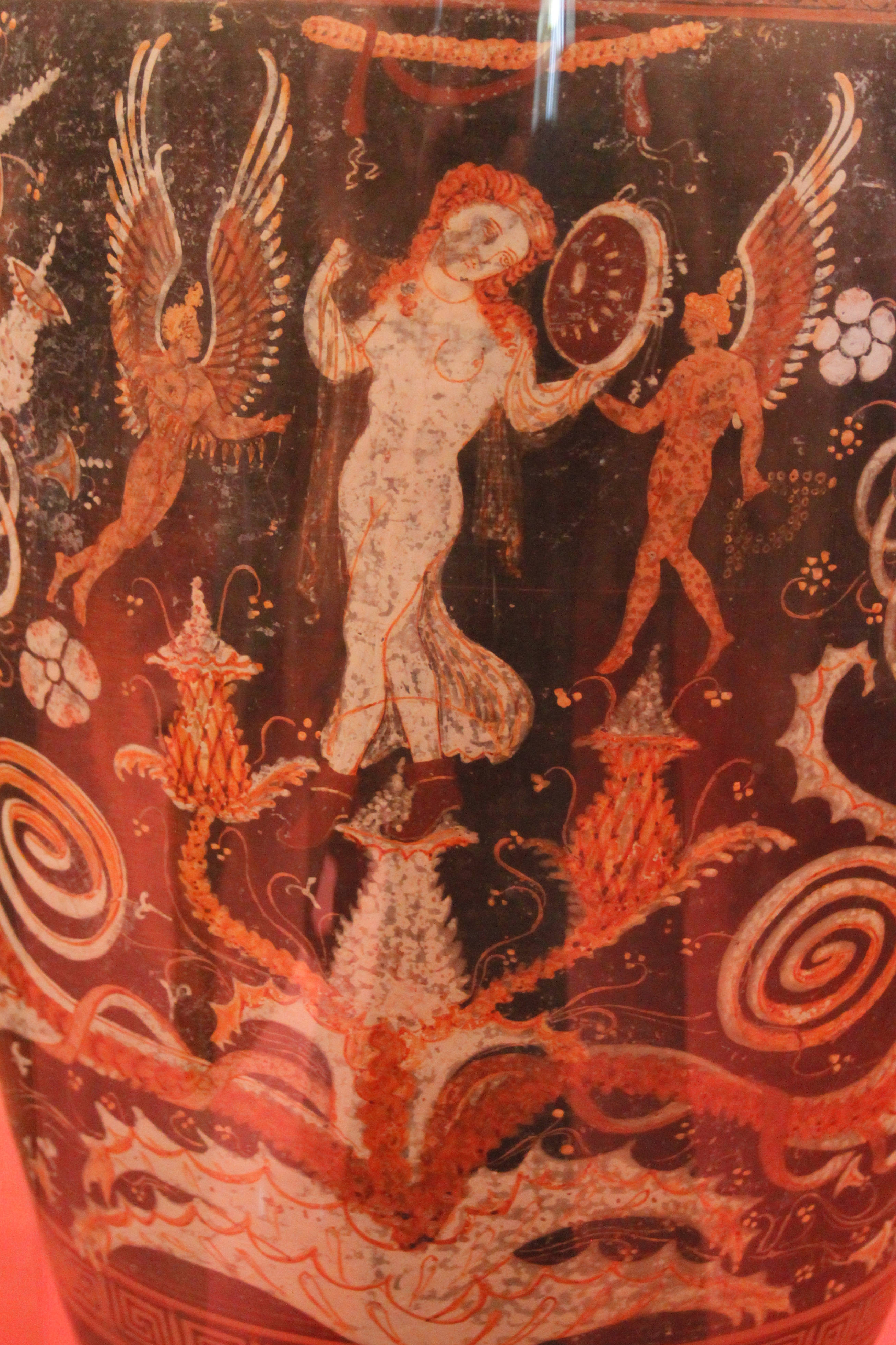
Particolare dell'anfora del IV secolo a.C. (opera del cosiddetto "Pittore di Afrodite") conservata al Museo archeologico nazionale di Paestum. La figura rappresentata è Afrodite, dea della fertilità, e richiama il suo arrivo sull'isola di Cipro: al suo passaggio la vegetazione esplode rigogliosa. La dea è circondata da due eroti con ali di colomba.
In Empedocle, Amore (Φιλότης) è indicato anche con il nome di Afrodite (Ἀφροδίτη), o con il suo appellativo di Kýpris (Κύπρις), indicando qui la «natura divina che tutto unisce e genera la vita». Tale accostamento tra Amore e Afrodite ispirò al poeta romano Lucrezio l'inno a Venere, collocato nel proemio del De rerum natura. In questa opera Venere non è la dea dell'amplesso, quanto piuttosto «l'onnipotente forza creatrice che pervade la natura e vi anima tutto l'essere», venendo poi, come nel caso di Empedocle, opposta a Marte, dio del conflitto.

Empedocle di Agrigento visse nel V secolo a.C., fu filosofo, medico e mistico, partecipò alla vita politica della sua città di origine, militando nel partito democratico. Di questo filosofo siceliota si conservano due opere: Περί Φύσεως (Sulle Origini o Sulla Natura) e Καθαρμοι (Purificazioni); anche se è stata sollevata l'ipotesi, priva di sufficiente fondamento, che questi due titoli si riferiscano a una singola opera.
Il timore religioso del filosofo di Agrigento appare fin dalle prime righe del Περί Φύσεως:
(Empedocle Poema fisico (Περί Φύσεως) Libro I Proemio (D–K 31 B 3), traduzione di Carlo Gallavotti. Milano, Mondadori/Fondazione Lorenzo Valla, 2013, p. 9)
In quest'opera Empedocle si distanzia dai filosofi milesii che lo precedettero i quali identificarono in un unico principio (arché) l'origine di tutte le cose. Le cose, infatti, mostravano di contenere dei contrari e tali contrari dovevano essere non frutto di un'unica "radice" quanto piuttosto essi stessi delle "radici". Empedocle individua quindi in quattro "radici" (ριζώματα) primordiali, non nate (ἀγένητα) ed eternamente uguali (ἠνεκὲς αἰὲν ὁμοῖα), l'origine di ("divengono" γίγνεται) ogni cosa: fuoco (πῦρ), aria (αἰθήρ), terra (γαῖα), acqua (ὕδωρ). Queste "radici" sono indicate dal filosofo come dèi e chiamati col nome di: Zeus (Ζεύς), Era (Ἥρα), Aidoneo (Ἀϊδωνεύς) e Nestis (Νῆστις). 
In questo modo «I primi principi si empiono così dell'essenza e del soffio vitale di poteri divini.».
Accanto alle quattro "radici", e motore del loro divenire nei molteplici oggetti della realtà, si pongono due ulteriori principi: Φιλότης (Amore) e Νεῖκος (Odio, anche Discordia o Contesa); avente il primo la caratteristica di "legare", "congiungere", "avvincere" (σχεδύνην δὲ Φιλότητα «Amore che avvince»), mentre il secondo possiede la qualità di "separare", "dividere" mediante la "contesa".
Così Amore nel suo stato di completezza è lo Sfero (Σφαῖρος), immobile (μονίη) uguale a sé stesso e infinito (ἀλλ' ὅ γε πάντοθεν ἶσος 〈ἑοῖ〉 καὶ πάμπαν ἀπείρων). Egli è Dio e le quattro "radici" le sue "membra", e quando Odio distrugge lo Sfero:
(Empedocle, D-K 31 B 31)
Infatti sotto l'azione dell'Odio (Νεῖκος), presente alla periferia dello Sfero, le quattro "radici" si separano dallo Sfero perfetto e beante, dando origine al cosmo e alle sue creature viventi: prima bisessuate e poi sotto l'azione determinante di Odio, si differenziano ulteriormente in maschi e femmine, e ancora in esseri mostruosi e infine in membra isolate; alla fine di questo ciclo, Amore (Φιλότης) riprende l'iniziativa e dalle membra isolate, nascono esseri mostruosi e a loro volta maschi e femmine, poi esseri bisessuati che finiscono per riunirsi, con le quattro "radici" che li compongono, nello Sfero.
Così, nel poema successivo, Καθαρμοι (Purificazioni), gli esseri viventi, parti costitutive, dello Sfero di Amore divengono dèmoni (δαίμων) errando nel cosmo.
(Empedocle, D-K 31 B 115, traduzione di Gabriele Giannantoni in Presocratici, vol. 1, Milano, Mondadori, 2009, pp. 410-411)
(Denis O' Brien, Empedocle in La sapienza greca..., p. 90)
(Denis O' Brien, Empedocle in La sapienza greca..., p. 90)
Dal che, come Pitagora, anche a Empedocle ripugnano i sacrifici animali e l'alimentazione carnea:
(D-K 31 B 136, traduzione di Gabriele Giannantoni in Presocratici, vol. 1, Milano, Mondadori, 2009)
(Empedocle D-K 31 B 137, traduzione di Gabriele Giannantoni in Presocratici vol.1, Milano, Mondadori, 2009)

## Socrate, la cura (ἐπιμελητέον) dell'anima (ψυχή) come servizio al Dio (θεραπεύειν θεούς)
(Pierre Hadot, Elogio di Socrate, Genova, Il Melangolo, 1999, p. 13)

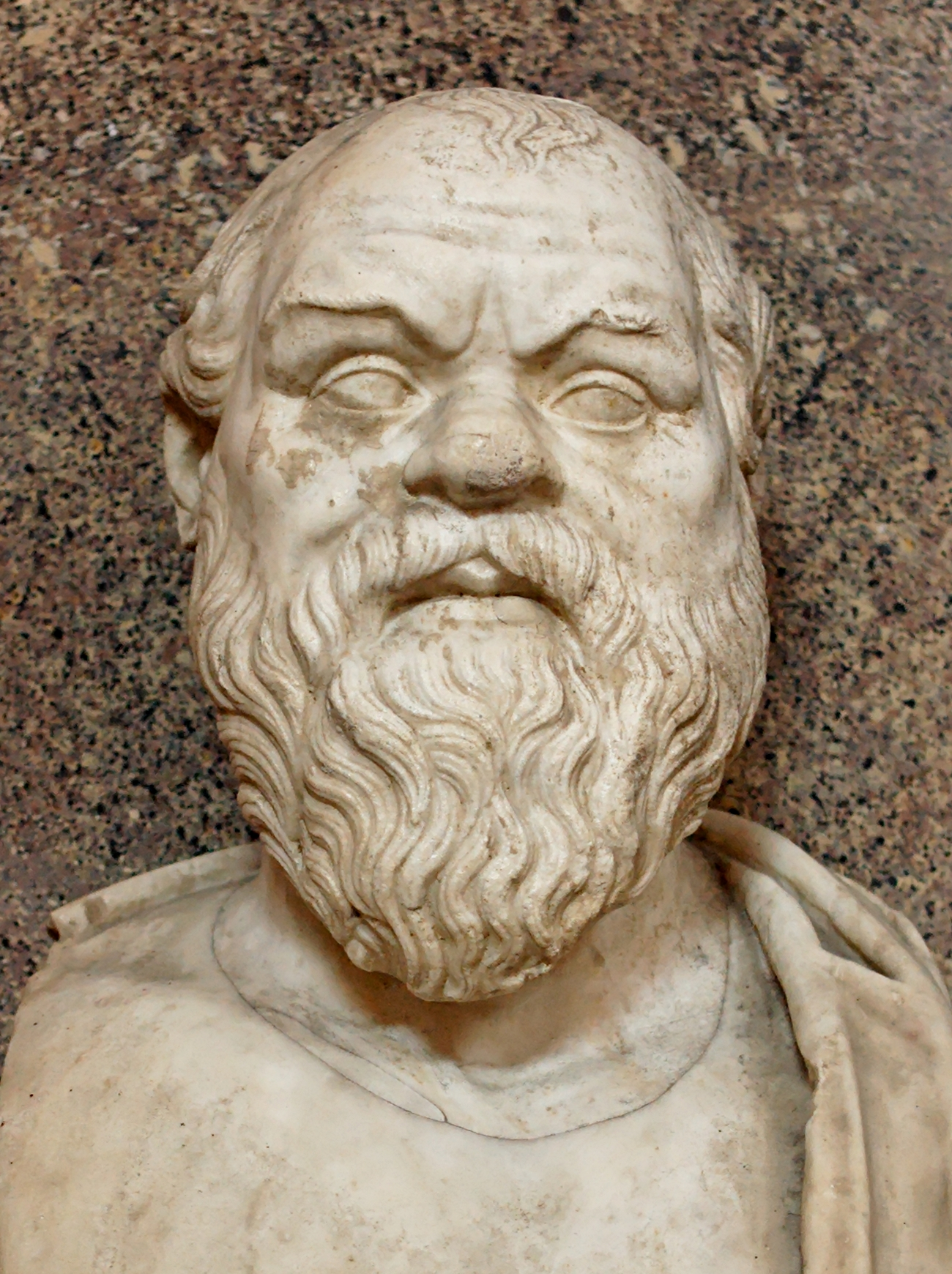
ΣΩΚΡΑΤΗΣ
Socrate fu descritto dai suoi contemporanei, Platone, Senofonte e Aristofane, come fisicamente "brutto". In particolare, nel Simposio Platone lo accosta alla figura dei "Sileni" quegli esseri propri della cultura religiosa greca, a metà tra un dèmone e un animale, che formavano i cortei del dio dell'ebbrezza, Dioniso. Ma la "bruttezza" di Socrate cela, per mezzo di una maschera, qualcos'altro:

Con Socrate si realizza un profondo cambiamento di prospettiva rispetto all'indagine filosofica: dalla indagine sull'"origine" e sulla "natura" delle "cose" propria dei filosofi presocratici, all'analisi e alla cura di sé stessi e degli altri, ordinatagli da dio e quindi propugnata dal filosofo ateniese.
(Aristotele, Metafisica, 987 b 1. Traduzione di Antonio Russo, Milano, Mondadori, 2008, p. 682)
(Senofonte, Memorabili, I,1,11-13. Traduzione di Anna Santoni, Milano, Rizzoli, 2006, pp. 78 e sgg.)
Nota Monique Canto-Sperber, che Socrate, nelle testimonianza pervenute, dice che le forme di "sapere" da lui criticate non sono soddisfacenti alla luce dell'esame condotto secondo l'ordine del dio (kata ton theon). E l'"analisi" e la "cura" delle cose umane, avverte sempre Monique Canto-Sperber, non devono essere interpretate «nel senso strettamente antropologico di "affari umani"».
Così nell'Apologia scritta da Platone, Socrate fa presente: «Cittadini ateniesi, vi sono grato e vi voglio bene; però ubbidirò più al dio che non a voi»; e anche, nella replica dopo la condanna, nella prima delle due votazioni, Socrate ribadisce: «Se vi dicessi che questo significherebbe disubbidire al dio e che per questa ragione non sarebbe possibile che io vivessi in tranquillità, voi non mi credereste»; le attività di educatore «me le comanda il dio. E io non ritengo che ci sia per voi, nella Città, un bene maggiore di questo mio servizio al dio.».
Come dunque sottolinea Werner Jaeger, nel suo classico Paideia, questa "cura dell'anima" umana è richiesta dal dio: «Eccoci di fronte, con ciò, al punto essenziale di quella consapevolezza che Socrate ebbe del suo compito e della sua missione: missione educatrice, attuar la quale è per lui un servizio di Dio.».
Dal che la nozione di "servizio di Dio", ancorché precedentemente presente nella letteratura greca, emerge nell'Apologia scritta da Platone proprio nel significato di servizio, culto al dio. Infatti: ῷ θεῷ ὑπηρεσίαν (Apologia 30 a) dove ὑπηρεσία è sinonimo di θεραπεία, e dove θεραπεύειν θεούς ha sempre significato cultuale.
Ma chi è quel dio che impone a Socrate di indagare e curare le "cose umane"? Giovanni Reale avvia il suo esame sul filosofo ateniese con la sentenza apollinea presente nel tempio di Apollo a Delfi: «Conosci te stesso» (Γνῶθι σεαυτόν, gnôthi seautón)
Tale sentenza appartiene quindi alla sapienza delfica, e sul suo significato gli studiosi, anche se con alcune differenze, concordano che con questa sentenza il dio Apollo intimasse agli uomini di «riconoscere la propria limitatezza e finitezza». Così quando Cherefonte si reca a Delfi per interrogare la Pizia su chi fosse l'uomo più sapiente, il responso oracolare risponde che questi è Socrate, dal che il filosofo ateniese comprende che il significato oracolare risiede nella sua consapevolezza di "non sapere" e da qui la coerenza con il motto delfico sulla limitatezza degli uomini. Aristotele collega espressamente tale sentenza delfica con la figura e la filosofia di Socrate, giungendo a supporre una sua personale visita all'oracolo. Werner Jaeger chiosando il collegamento tra la sentenza delfica e la filosofia di Socrate, così come riportata da Aristotele, nota come «Socrate diventa il rinnovatore etico della religione apollinea [...] Il nesso di religione e filosofia che qui diviene evidente, si estende per tutto il dialogo. La missione apollinea di Socrate era stata già ricordata da Platone nell'Apologia». Dal che, come ricorda Pierre Hadot, «Il compito di Socrate, quello che gli è stato affidato dall'oracolo di Delfi, ovvero dal dio Apollo, dice l'Apologia, sarà dunque quello di rendere coscienti gli altri uomini della loro non-sapienza». 
(Platone, Apologia, 23 A - C; traduzione di Giovanni Reale, in Platone, Tutti gli scritti, Milano, Bompiani, 2008, pp. 28-29)
Suggestiva, in tal senso, la stessa interpretazione di Plutarco sulla presenza nel medesimo tempio di Apollo a Delfi di una grande "E", interpretata da Plutarco come Ei ovvero "Tu sei", come risposta alla sentenza delfica del "Conosci te stesso" quindi: «tu sei solo l'Essere che è e non perisce, mentre noi siamo apparenza di essere». La "E" di Delfi è 
(Plutarco. L'E di Delfi 392 A-B; traduzione di Giuseppe Lozza, in Dialoghi delfici, Milano, Adelphi, 2009, pp. 155-156)
L'insegnamento religioso di Socrate non si limita alla consapevolezza e all'obbedienza all'invito del dio di Delfi di rendere edotti gli uomini della loro profonda insipienza, ma si esprime anche nell'ammaestrare sé stessi e gli altri sulla strada del perfezionamento etico, basato sulla conoscenza frutto dell'indagine interiore, una vera e propria cura dell'anima (ψυχή).
(Platone, Apologia, 30 A-B; traduzione di Giovanni Reale)
L'apparente contraddizione tra la consapevolezza di non poter mai realizzare la conoscenza di qualcosa, rispetto alla necessità di fondare il proprio miglioramento attraverso la conoscenza viene risolta da Gregory Vlastos nella differenziazione tra due forme di conoscenza identificate come "scienza c" e "scienza e" dallo studioso statunitense. La prima forma di conoscenza, la "scienza c", si fonda come per Parmenide ed Eraclito su una conoscenza certa e indubitabile di carattere fisico e metafisico, frutto di una rivelazione divina; di converso la conoscenza perseguita da Socrate, indicata da Vlastos come "scienza e", si riferisce invece alla "conoscenza morale" senza la quale non vi è alcun miglioramento dell'uomo. Quindi Socrate persegue quest'ultima, consapevole della sua incertezza, ma su cui dice di poter dire qualcosa, sostenendo di essere del tutto "insipiente" sulla prima, della quale non ricerca nulla.
(Gregory Vlastos, Studi socratici, Milano, Vita e Pensiero, 2003, p. 69)
Quindi è la cura dell'anima che Socrate sente assegnatagli dal Dio, e Socrate è, in Occidente, il primo a occuparsi di questo:
(Max Pohlenz, L'uomo greco. Bompiani, Milano, 2006, p. 403)
Resta a questo punto da chiarire quale sia la nozione di anima (ψυχή) propria di Socrate e in che cosa consista questa "cura" e in cosa corrisponda l'idea del dio in Socrate.
Se la nozione di ψυχή vive, nell'interpretazione orfica, un preciso punto di rottura rispetto alla concezione omerica come semplice "fantasma" vagante nell'Ade privo di volitività e affettività, acquisendo il ruolo di vera natura dell'uomo, condannata alla metesomatosi per una sua colpa originaria che l'ha allontanata dal suo puro stato divino imprigionandola nel corpo, con Socrate (almeno nell'interpretazione data da Platone, ma tale interpretazione è probabilmente autentica) in tale nozione:
(Mario Vegetti, L'etica degli antichi, Bari, Laterza, 2010, pp. 90-91)
Quindi a Socrate si può attribuire «il trasferimento nell'ambiente della polis ateniese del pensiero dell'anima, sviluppato in gran parte fuori, e contro, la cultura della città».
Socrate eredita dalla cultura "misterica" la nozione di ψυχή come luogo autentico dell'uomo, e il cui miglioramento, quindi, è di gran lunga preferibile rispetto a quello del corpo.
La cura dell'anima (ἐπιμελητέον) mira a far realizzare a quest'ultima quella disposizione verso ciò che è "corretto", questo derivato sui criteri di δικαιοσύνη (giustizia), σωφροσύνη (temperanza) e εὐσέβεια (pietà). E la "corretta" predisposizione dell'anima è una sola in ogni accadimento, accompagnandosi ad essa l'anima conquista la felicità (εὐδαιμονία), che non corrisponde alla soddisfazione dei nostri desideri in quanto tale "correttezza" «risiede nell'essenza delle cose, e cioè nell'essere del mondo». Per questa ragione, per Socrate, nota Walter Friedrich Otto, conoscenza e virtù sono la medesima cosa, e sempre per questa ragione il "bene" e il "male" come comunemente intesi non esistono, esiste solo "chi sa" e "chi non sa" e questo sapere, che è il solo conforme a ciò che è utile per l'uomo, è un sapere che si ottiene «attraverso uno sguardo in grado di penetrare l'essenza del mondo e dell'uomo. [...] Quel che l'uomo considera eticamente "buono" non è infatti un'istanza umana o divina, ma appartiene alla realtà oggettiva dell'esistente in quanto tale. [...] infatti dal punto di vista greco "pio" è in senso autentico colui che con chiarezza di spirito rispetta la vera essenza delle cose e dell'uomo [...]» comportandosi in modo conforme a tale essenza. Dal che "pio", ci ricorda Senofonte è colui che «conosce quel che le leggi prescrivono riguardo agli dèi», mentre "giusto" chi conosce «quel che le leggi ordinano agli uomini». Così se il "bene" può essere tale in alcune circostanze, ma "male" in altre, come può essere "bene" per alcuni ma "male" per altri, ne consegue che, per Socrate, per «comportarsi in modo corretto e virtuoso si richiede non il rispetto di una legge categorica universalmente valida, né tantomeno un impulso suscitato da un impeto del cuore, ma una chiara comprensione dell'essenza e del contesto dell'oggetto delle proprie azioni».
Quindi Socrate indica di scegliere la felicità "vera":
(Bruno Snell, La cultura greca e le origini del pensiero europeo, Torino, Einaudi, 2002, p. 261)
E se l'uomo può smarrirsi nella verifica tra il bene "vero" e quello "apparente" Socrate indica tre "cose" che gli impediscono questo smarrimento:
(Bruno Snell, La cultura greca e le origini del pensiero europeo, Torino, Einaudi, 2002, pp. 267-268)
Sul dio che Socrate mette all'origine della sua missione per la cura dell'anima umana egli si esprime più volte, partendo da presupposti che sono presenti nell'opera dell'aedo Senofane. Così quando Eutifrone gli narra le gesta di Zeus contro il proprio genitore, Crono, evirato dal re degli dei, Socrate muove la stessa critica di Senofane: «Ma è proprio questa, o Eutifrone, la ragione per cui sono accusato: perché, quando uno mi narra cose simili intorno agli dèi, duro fatica ad accettarle».
Senofonte racconta di aver assistito direttamente a un dialogo tra Socrate e Aristodemo detto il piccolo dove il filosofo ateniese concluse sostenendo, tra l'altro: «renditi conto che anche la tua mente, stando in te, dirige il tuo corpo come vuole. Bisogna pensare allora che l'intelletto che c'è nell'universo disponga ogni cosa secondo il suo piacere, e non che il tuo sguardo possa spaziare per molti stadi e l'occhio di dio sia incapace di vedere insieme tutte le cose, né che la tua anima possa riflettere sui problemi di qui e su quelli in Egitto e in Sicilia, l'intelletto divino invece non sia capace di prestare attenzione a tutte le cose insieme?». O ancora: «"Tutte queste cose, fatte secondo un criterio previdente, sei forse incerto se siano opera del caso o di una intelligenza?" "No davvero per Zeus" disse "Anzi sei si considera da questo punto di vista, sembra proprio che tali cose siano il progetto di un demiurgo sapiente e amico degli esseri viventi" " E l'aver ingenerato il desiderio della procreazione e nelle madri il desiderio di nutrire i piccoli e nei piccoli una fortissima volontà di vivere e una grandissima paura di morire?" "Senza dubbio anche queste cose sembrano abili accorgimenti di qualcuno che abbia deciso volontariamente che esistessero creature viventi.».
Riassumendo questi racconti di Senofonte, Giovanni Reale così sintetizza la concezione di dio in Socrate:
(Giovanni Reale, Socrate... p. 275)
La figura di Socrate resta un caposaldo della storia del pensiero occidentale. Nato in una famiglia agiata che gli permise di militare come oplita nell'esercito ateniese, si costrinse povero per l'amore dell'insegnamento della "filosofia", insegnamento cui dedicò l'intera vita, fino alla morte accaduta per coerenza nei confronti della stessa. Socrate non fondò una scuola, né scrisse alcuna opera. Eppure al suo insegnamento si ispirarono buona parte delle scuole filosofiche successive. Non solo Platone, e i suoi diretti o indiretti successori, ma anche i cinici, i cirenaici, gli stoici e gli scettici riferirono direttamente l'origine del loro pensiero e delle loro dottrine all'insegnamento di Socrate.

## Platone: la ricerca del Bene (τό Ἀγαθόν) per mezzo dell'ascensione (ἀνάβασις) dell'anima (ψυχή)
Il filosofo inglese Alfred North Whitehead (1861–1947) ebbe modo di chiosare nel suo Process and Reality che l'intero impianto filosofico occidentale era un insieme di note a margine all'opera di Platone. Pierre Hadot evidenzia come l'opera di Platone, e degli autori suoi seguaci, abbia quantomeno decisamente influenzato l'intero impianto teologico e mistico dell'ebraismo, del cristianesimo e dell'islam.
Platone proveniva da un'illustre e agiata famiglia della più importante città dell'antica Grecia: Atene. Non solo, discendeva direttamente, per ramo materno, dal grande riformatore Solone (VI secolo). Platone era, dunque, destinato a una brillante carriera politica cittadina, ma la guerra del Peloponneso, con i suoi esiti, aveva diviso non solo la città, ma anche la sua stessa famiglia: Pirilampe, secondo marito della madre, era un deciso sostenitore della democrazia, a differenza degli zii Crizia e Carmide che invece aderirono al gruppo antidemocratico dei Trenta tiranni. Per quanto è noto Platone non svolse alcuna attività politica in alcuno degli sconvolgenti periodi della sua città natale. Si sa, invece, che si dedicò interamente alla filosofia, abbandonando in questo modo sia il contesto familiare che quello politico.
Questa scelta fu radicale, egli innanzitutto rifiutò di sposarsi e quindi di generare figli, violando così uno dei doveri costituenti l'adesione al proprio clan familiare. In secondo luogo decise di fondare una scuola filosofica che venne indicata come "Accademia" (Ἀκαδήμεια) dal nome del γυμνάσιον pubblico in cui si svolgevano lezioni e discussioni. Questa seconda scelta caratterizzerà, da ora in poi, la storia della filosofia greca che quindi si dividerà e si confronterà per mezzo di "scuole" propugnatrici di diversi insegnamenti.
Un altro fatto indubitabile è che Platone fu, insieme ad altri, un discepolo di Socrate, ma a differenza di quest'ultimo decise di consegnare alcuni suoi insegnamenti alla scrittura. Non è la sola differenza che caratterizza questo filosofo rispetto al suo maestro:
(Wilhelm Nestle, Storia della religiosità greca, Firenze, Nuova Italia, p. 269)
Seppure sopravvivano numerose opere scritte del filosofo ateniese, è assai probabile che Platone abbia consegnato l'aspetto più importante del suo insegnamento alla sola oralità. Numerosi autorevoli studiosi sono assolutamente certi di questa sua scelta, considerando i suoi scritti alla stregua di appunti indirizzati soprattutto a coloro che erano già iniziati agli insegnamenti da lui direttamente impartiti alle lezioni dell'Accademia.
(Platone, Lettera VII, 341 C 5 - D 2)
(Thomas A. Szlezák. Come leggere Platone. Un nuovo canone per affrontare gli scritti platonici. Milano, Rusconi, 1991, pp. 165-6)
A questo va aggiunto che Platone, a differenza di altri autori a lui precedenti e a lui successivi, esprime il suo pensiero per mezzo del "dialogo" e non per mezzo del "trattato", "dialogo", peraltro, in cui il filosofo ateniese non compare mai in prima persona e, seppure Ario Didimo ricorda che «Platone ha molte voci, non, come alcuni pensano, molte dottrine», resta che alcune di queste risultano contraddittorie, finendo per essere, l'opera di Platone, nel suo complesso un'opera non sistematica e quindi di difficile interpretazione: «come è ormai evidente, non esiste un modo incontestabile di presentare il pensiero di Platone».
Ciò premesso, Giovanni Reale indica tre aspetti che possono riassumere l'intera opera del filosofo ateniese:
1. la teoria delle Idee;
2. la teoria dei Principi primi (e del Principio primo supremo inteso come "Bene");
3. la dottrina del Demiurgo.

- La dottrina delle idee/forme. La resa meno inadeguata in lingua moderna dei termini utilizzati da Platone di ἰδέα e εἶdος (ma il filosofo ateniese utilizza come sinonimi di questi anche οὐσία e φύσις) è "forma". La ragione di questo risiede nel fatto che, nella cultura moderna, la nozione di "idea" richiama un atto psicologico quando per Platone tale termine indicava la vera natura dell'essere che si è percepito con i sensi. Prima di Platone i termini ἰδέα e εἶdος, derivati da ἰδεῖν ("vedere"), indicavano, per l'appunto, le "cose" per come si "vedono", per come concretamente si "percepiscono". In Platone il termine acquisisce quindi un ulteriore significato che rende, a detta del filosofo, concreta e vera la percezione delle "cose" del mondo e la loro valutazione. Ma tale percezione, unica vera, non risiede nella percezione sensoriale di una realtà fisica, bensì nella sua comprensione intelligibile[127]. L'autentica realtà si cela ai sensi e i sensi ne restituiscono solo un'immagine distorta e transitoria. Tale realtà delle idee/forme metasensibili, viene riassunta da Platone in un contesto che, lungi dall'essere un luogo fisico, risulta solo una condizione espressa per mezzo di una metafora mitica[128] indicata con il termine di "iperuranio" (ὑπερουράνιον, "oltre il Cielo"). La condizione iperuranica testimonia la caratteristica fondante delle idee/forme: esse non hanno figura, né colore, né alcun genere di corpo; le idee/forme sono quindi anche del tutto invisibili, oltre che essere eterne ed esistenti di per sé[129]. La prova dell'esistenza delle idee/forme viene argomentata da Platone con l'evidenza del fatto che lo stesso mondo fisico si organizza nella sua manifestazione, e viene giudicato, per mezzo di modelli/essenze (παράδειγμα paradeigma) che non gli appartengono. Così l'umano giudizio di "bene", "buono", "giusto" e "bello", non fa che richiamarsi alle idee/forme di "bene", "buono", "giusto" e "bello" che ne rappresentano la sintesi eterna e autentica, e il modello da imitare nel giudizio[130].

Per Platone vi sono quindi due mondi/ambiti/realtà, quello metasensibile e quello sensibile:
(Platone, Timeo 52 A; traduzione di Cesare Giarratano)
Ciò premesso, come nota David Ross:
(David Ross, Platone e la teoria delle idee, Bologna, Il Mulino, 1989, p. 52)
- La teoria dei principi primi. Tale teoria non trova chiaro riscontro nei dialoghi platonici, ma è afferente a quello che viene indicato come "insegnamento orale" i dialoghi, infatti:

(Pierre Hadot, Prefazione a Marie-Dominique Richard, L'insegnamento orale di Platone, Milano, Bompiani, 2008, p. 9)
Come il variabile mondo dei giudizi e il mondo fisico percepito dai sensi in modo transitorio può essere riassunto (reso "insieme", συνοπτικός), e quindi riportato all'unità, in insiemi di Idee/Forme invisibili, eterne e immutabili, allo stesso modo le Idee/Forme eterne possono ricondursi a dei principi primi.
(Heinrich Gomperz, Plato's System of Philosophy, in "Proceedings of the Seventh International Congress of Philosophy", Londra, 1931, citato in Giovanni Reale, Autotestimonianze e rimandi dei dialoghi di Platone alle "dottrine non scritte", Bompiani, Milano, 2008, pp. 48-49)